# Maria Petraccini
María Magdalena Petraccini o Pettracini (Florencia, Toscana, 1759 - Bagnacavallo, Rávena, 1791) fue una anatomista, profesora de anatomía y médica italiana.

## Biografía
Pettracini nació en una familia de comerciantes en la Toscana, y se trasladó a Emilia Romaña con su esposo, Francesco Ferretti que era una autoridad en el hospital de Bagnacavallo. Ella fue tutora en cirugía como su esposo, antes de esto, inicia sus estudios en Medicina en la Universidad de Florencia, 13 de septiembre de 1788 y continua su educación en la Universidad de Ferrara.
María y su hija, Zaffira Peretti, enseñaron anatomía en la Universidad de Ferrara. Las universidades de Salerno y Bolonia fueron centros de enseñanza de la medicina en Italia, conocidos como lugares, en donde las mujeres tuvieron mayor actividad en anatomía y en medicina.
Las carreras de Pettracini y su hija alentaron a muchas mujeres de Ferrara en el estudio y la enseñanza.
Pettracini publicó libros sobre el cuidado de los niños y las mujeres en el parto (1789). Además protestó en contra de la práctica contemporánea de vendaje en los bebés, ella afirmaba que podría dar lugar a lesiones, proclamó que los bebés se les debe permitir mover sus extremidades. Abogó por la lactancia materna, y que los niños debe ser acostumbrados a otros alimentos, además de la leche tan pronto como sea posible. Aunque María Pettracini murió en 1791 y no fue capaz de enseñar por muchos años, sus ideas fueron tan mentadas y atrajo mucha atención.